# إدغاردو إنريكيز
إدغاردو إنريكيز (بالإسبانية: Edgardo Enríquez)‏ هو جراح وطبيب وسياسي تشيلي، ولد في 9 فبراير 1912 بكونثبثيون في تشيلي، وتوفي في 1 نوفمبر 1996 في نفس البلد. حزبياً، نشط في Popular Unity (Chile) ‏.

## وصلات خارجية
- الموقع الرسمي